# One Canada Square
Le One Canada Square est resté le plus haut gratte-ciel habitable de Londres et de Grande-Bretagne jusqu'à l'inauguration de la London Bridge Tower ou The Shard (l'« éclat » de verre), sur la rive opposée de la Tamise, le 5 juillet 2012. Il fut aussi le troisième plus haut gratte-ciel d'Europe pendant 7 ans (de 1990 à 1997), seulement précédé par la tour de l'Université de Moscou et le Messeturm de Francfort. Dessiné par l'architecte argentin César Pelli, il a une hauteur de 235 mètres et comporte 50 étages.
Initialement, le bâtiment devait mesurer 263 mètres et comporter 55 étages, mais sa hauteur fut sensiblement réduite à cause de sa proximité jugée trop grande avec l'aéroport de Londres City.
Le gratte-ciel est plus connu sous le nom de Canary Wharf, qui est en fait le nom du quartier d'affaires se situant au même endroit. Le nom originel de la tour était Canada Tower. Le mot « Canada », que l'on retrouve d'ailleurs à de nombreux endroits sur le site, provient de la firme canadienne Olympia and York, qui construisit l'édifice. Cette entreprise fit faillite peu de temps après la construction de la tour.
Il convient en effet de savoir que les entreprises n'étaient pas pressées de s'installer dans le nouveau gratte-ciel, préférant au contraire rester dans le traditionnel centre financier de Londres (La City). Et ce n'est finalement qu'en l'an 2000 que le métro (la Jubilee Line), fut prolongé jusqu'à Canary Wharf, permettant ainsi un accès « aisé » au site.
La construction de One Canada Square fut terminée en 1991. Le bâtiment surpassa alors le plus haut gratte-ciel de Grande-Bretagne, la Tower 42 (183 mètres). La Bishopsgate Tower (gratte-ciel de 288 mètres en projet), pourrait le surpasser en taille si elle venait à être construite.
Malgré son statut honorifique de plus haut bâtiment de Grande-Bretagne, il n'est hélas pas possible au public de monter au dernier étage de la tour pour pouvoir observer la vue. Il est cependant possible de visiter le rez-de-chaussée et les sous-sols de One Canada Square, où se trouve notamment un grand centre commercial.

## Faits et chiffres
- La tour possède 3 960 fenêtres. 36 ascenseurs sont actuellement en service. Il faut 40 secondes pour monter au cinquantième étage en ascenseur (dans le cas où il n'y a aucune interruption). L'édifice possède deux ascenseurs pour les marchandises, et deux réservés aux pompiers. À l'intérieur de la tour le nombre de marches s'élève à 4 388.
- La forme du bâtiment est très proche de celle du Three World Financial Center, à New York, qui a été réalisée par le même architecte.
- La construction de la tour s'arrêta de mars à juin 1990 à la suite d'une grève des ouvriers.
- Pendant un court laps de temps, One Canada Square fut le plus haut gratte-ciel d'Europe, alors que son édification n'était même pas terminée. La Messeturm, à Francfort, inaugurée juste avant le One Canada Square, mit un terme à ce règne.
- Aucune entreprise n'est installée au 13e étage de la tour, là où est installé le système de climatisation. Beaucoup de personnes pensent que ceci vient de la superstition du nombre 13, réputé malchanceux.
- En 1995, le grimpeur urbain français, Alain Robert, escalada entièrement le gratte-ciel à mains nues, et ce sans assurance. Il réessaya en octobre 2002, mais en vain, à cause des mauvaises conditions météo.
- La tour et son quartier font de brèves apparitions dans le film Harry Potter et l'Ordre du Phénix, lors du survol de la ville de Londres. On peut les voir plus longuement dans le film 28 semaines plus tard, notamment dans un survol à la fin du film. Un épisode de la série télévisée britannique Doctor Who se déroule dans la tour et remet en question son utilité en prétendant que celui-ci sert de base à Torchwood, un département du gouvernement britannique spécialisé dans la collecte d'objets extraterrestres. La tour, dupliquée pour l'occasion, apparait également dans la comédie Johnny English, en tant que bureaux de Pascal Sauvage (John Malkovich), et un hopital.
- Le dernier étage de la tour One Canada Square accueille le triptyque monumental Canary Wharf réalisé par l'artiste Serge Mendjisky en 2002. Cette œuvre mesure 5 mètres de long sur 2 mètres 30 de haut.

## Quelques entreprises installées dans l'édifice
- A.P. Møller-Mærsk
- Bank of New York
- Bear Stearns
- Burlington Northern Railroad
- Citibank
- Clearstream
- Coutts
- eToro
- Euler Hermes UK
- Genomics England Limited
- Faithful+Gould
- General American Transportation Corporation
- International Sugar Organization
- KPMG
- Novartis
- Primus Telecom
- Regus
- Skadden, Arps, Slate, Meagher & Flom
- State Street
- SWX Swiss Exchange
- Teach First
- Trinity Mirror
- Torchwood (dans la fiction)